# Оксибел
Оксибел — древнегреческое осадное орудие. Слово происходит от греческого и означает «острый снаряд» (ὀξὺς, окси = острый и βέλος, belos = снаряд).

## Описание и применение
Оксибел состоял из композитного лука, который был установлен на деревянной конструкции. В отличие от баллисты, оксибел не был торсионным оружием. В качестве снарядов использовались стрелы, которые имели только один стержень и три оперения. По строению оксибел был сравним с портативным гастрафетом. Оксибел перезаряжался с помощью лебёдки.

## История
По некоторым сведениям, первый оксибел появился в 375 году до н. э., активно использовался во времена походов Александра Македонского. Орудие отличалось в первую очередь точностью, использовалось как при осадах, так и на полях сражений с большим эффектом. С поля боя это оружие исчезло с появлением римских скорпионов (т. е. c 200 до 100 года до н. э.), которые были значительно легче и обладали большей дальностью.